# William Orpen
William Newenham Montague Orpen (27. listopadu 1878 Stillorgan - 29. září 1931 Londýn) byl irský malíř působící hlavně v Londýně. Před první světovou válkou byl komerčně úspěšný malíř portrétů pro vyšší vrstvy edwardovské společnosti, mnoho z jeho nejpozoruhodnějších obrazů té doby jsou ovšem autoportréty. Během první světové války byl nejplodnějším z oficiálních válečných umělců vyslaných Británií na západní frontu. Tam vytvářel kresby a obrazy obyčejných vojáků, mrtvých mužů, německých válečných zajatců, stejně jako portréty generálů a politiků. Většinu z těchto prací, celkem 138, věnoval britské vládě; nyní jsou ve sbírce Imperial War Museum. Byl též oficiálním malířem Pařížské mírové konference, známý je jeho obraz podpisu Versailleské smlouvy. Jeho dobré vztahy s generalitou britské armády mu umožnily zůstat na bojištích déle než kterémukoli z ostatních oficiálních válečných umělců. Jeho odhodlání sloužit jako válečný umělec ho však stálo zdraví a po válce i sociální postavení v Británii, kde byl dáván jako příklad umělce sloužícího moci bez ohledu na morální hlediska. I po jeho smrti řada kritiků hlasitě odmítala jeho práci a po mnoho let byly jeho obrazy vystavovány jen zřídka. Situace se začala měnit až v 80. letech 20. století, kdy bylo jeho dílo znovu doceněno, především zásluhou výtvarného kritika Bruce Arnolda.

## Galerie

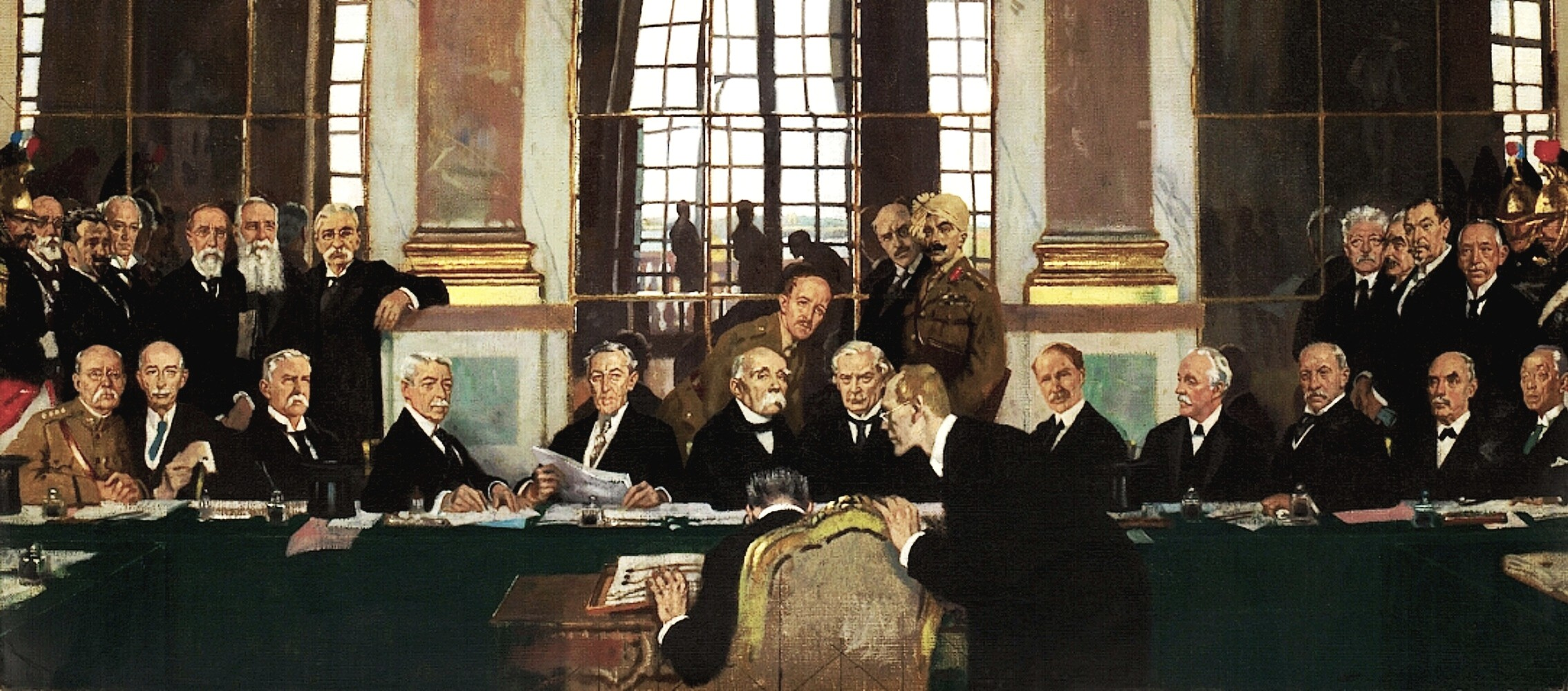
Podpis mírové smlouvy v Zrcadlovém sále
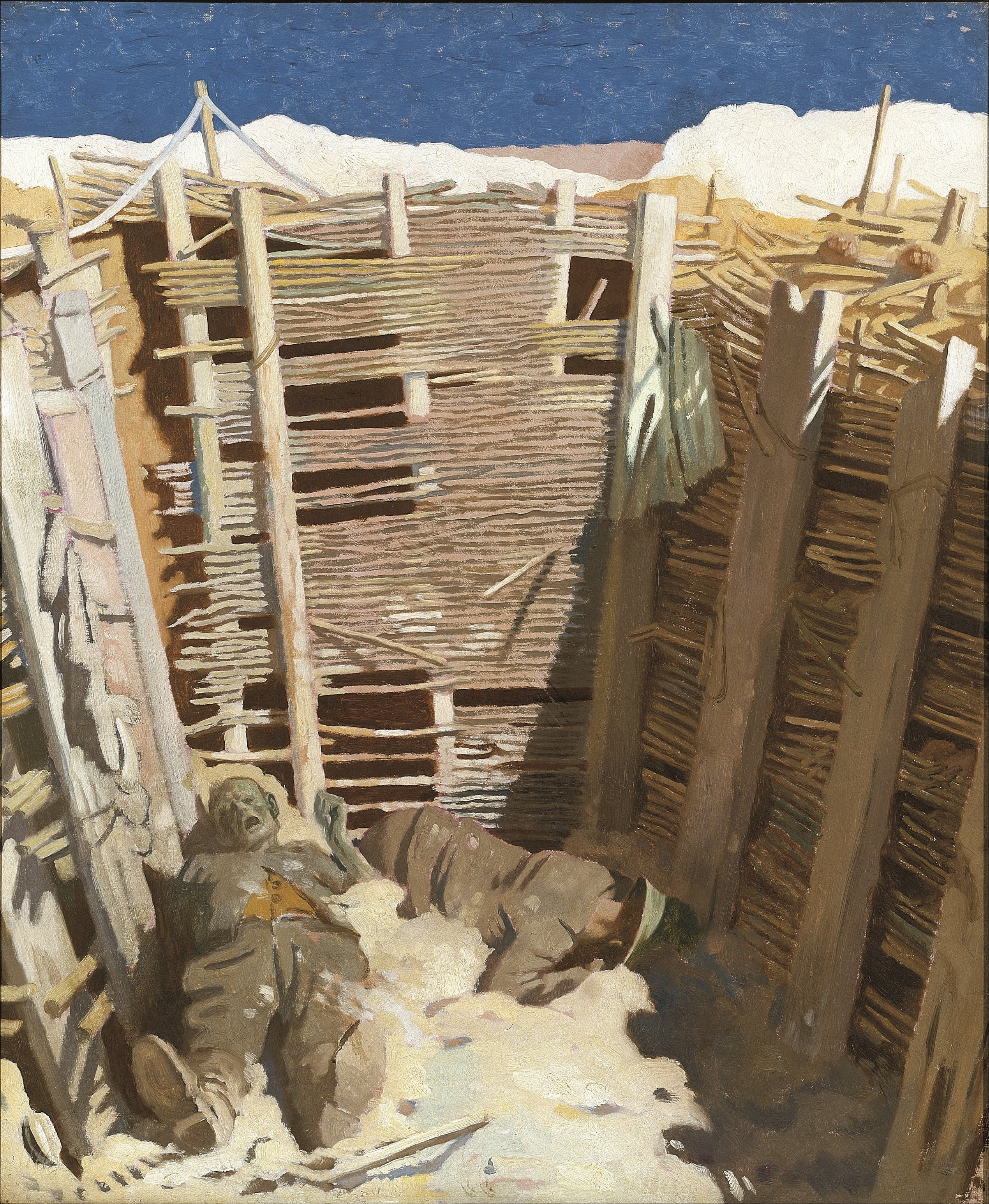
Mrtví Němci v zákopech
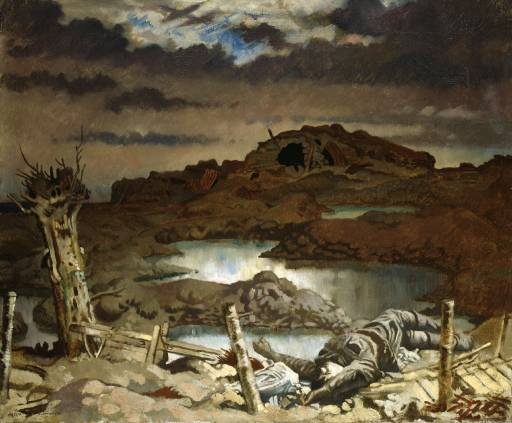
Zonnebeke
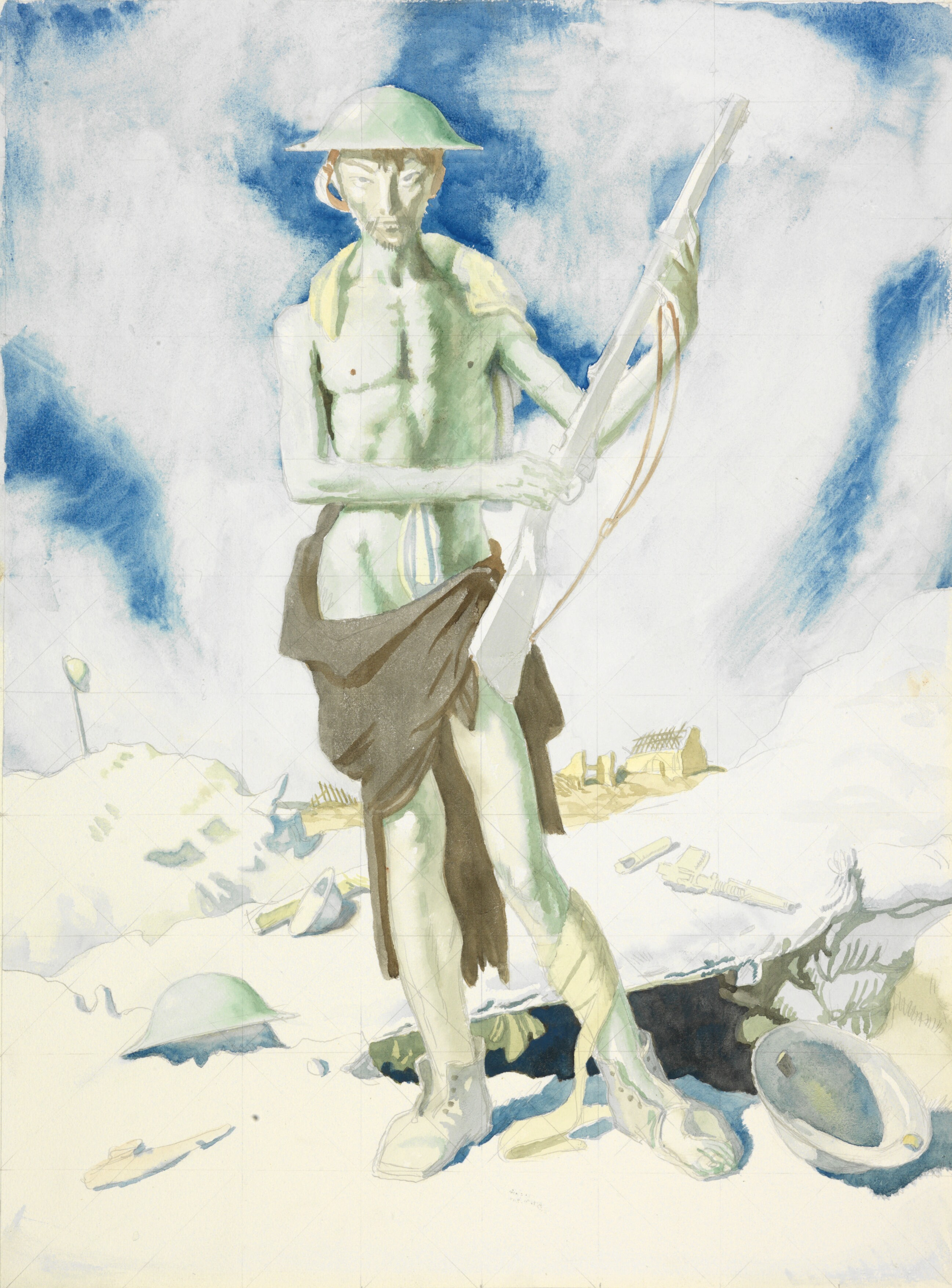
Vyhozený do vzduchu
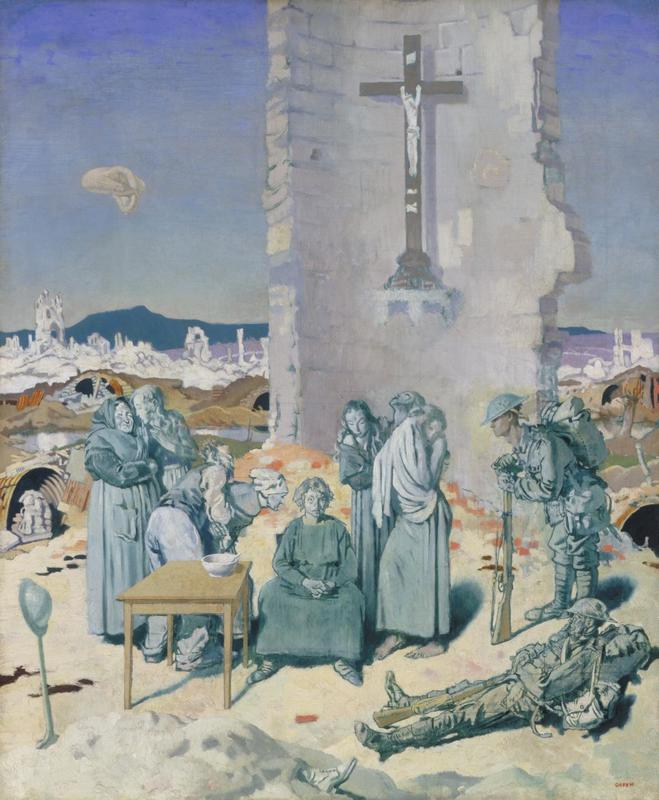
Šílená žena z Douai
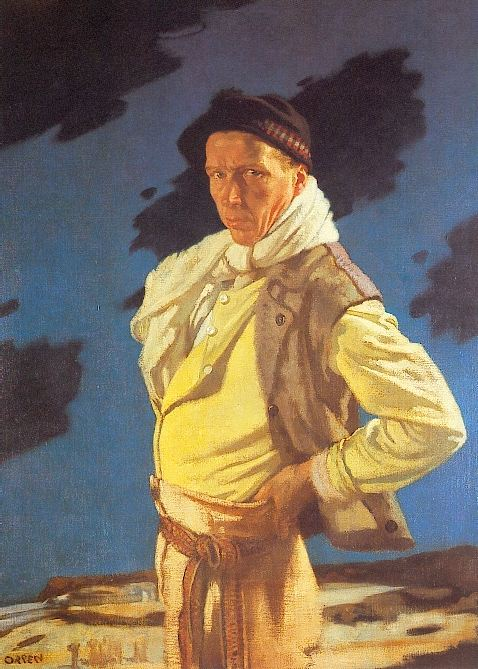
Autoportrét (1909)
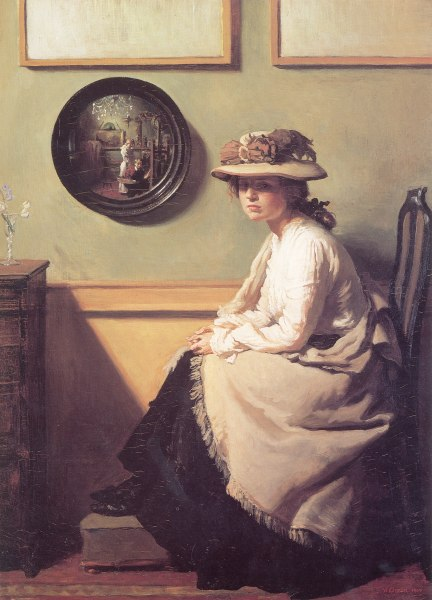
Zrcadlo (1900)